# Club Guaraní
|  | For andre betydninger, se Guaraní |
Club Guaraní (eller bare Guaraní) er en paraguayansk fodboldklub fra hovedstaden Asunción. Klubben spiller i landets bedste liga, Primera División de Paraguay, og har hjemmebane på stadionet Estadio Rogelio Livieres. Klubben blev grundlagt den 12. oktober 1903, og har siden da vundet 11 mesterskaber, heraf de to første der nogensinde blev uddelt, i henholdsvis 1906 og 1907.

## Titler
- Paraguayansk mesterskab (11): 1906, 1907, 1921, 1923, 1949, 1964, 1967, 1969, 1984, 2010 Apertura, 2016 Clausura

## Kendte spillere
1980'erne

- José Luis Chilavert (1984) (1988-89, 1990–93)

2000'erne
- Aldo Barreto (2003–04)
- Aureliano Torres (2004–06)
- Federico Santander (2008–10), (2011–12), (2013–15)
- Kenji Fukuda (2004)

2010'erne
- Marcelo Palau (2012), (2014–)
- Julio César Cáceres (2013–)
- Fernando Fernández (2013–15)
- César Caicedo (2014)
- Yuki Tamura (2010)

## Danske spillere
- Ingen